# Junglinster
Junglinster é uma comuna do Luxemburgo, pertence ao distrito de Grevenmacher e ao cantão de Grevenmacher.

## História
A menção mais antiga de Lincera (a parte "linster" do topónimo) está em documentos que remontam a 983, com o estatuto de freguesia atestado pela primeira vez em 1128.

## Demografia
Dados do censo de 15 de fevereiro de 2001:
- população total: 5 753
  - homens: 2 847
  - mulheres: 2 906
- densidade: 103,88 hab./km²
- distribuição por nacionalidade:

| Nacionalidade  | População | %      |
| -------------- | --------- | ------ |
| luxemburgueses | 4 025     | 69,96% |
| estrangeiros   | 1 728     | 30,04% |
| - portugueses  | 326       | 5,67%  |
| - franceses    | 197       | 3,42%  |
| - italianos    | 104       | 1,81%  |
| - belgas       | 220       | 3,82%  |
| - alemães      | 220       | 3,82%  |
| - iuguslavos   | 93        | 1,62%  |
| - outros       | 568       | 9,87%  |

- Crescimento populacional:

| Ano        | População |
| ---------- | --------- |
| 15/02/2001 | 5 753     |
| 01/01/2002 | 5 813     |
| 01/01/2003 | 5 837     |
| 01/01/2004 | 5 859     |
| 01/01/2005 | 5 911     |